# Súdogda
Súdogda (en rus Судогда) és una ciutat de l'óblast de Vladímir, Rússia. Es troba a la vora esquerra del riu Súdogda, un afluent del Kliazma, a 40 km al sud-est de Vladímir. El 2010 tenia 12.035 habitants.

## Història
La ciutat ja es menciona per primera vegada el segle xvii com l'slobodà de Súdogsdskaia. Poc després va ser reanomenada com el poble de Súdogda i li fou atorgat l'estatus de ciutat el 1778. El 1806 i 1838 la ciutat fou greument afectada per incendis. A la segona meitat del segle xix, però, la ciutat va rebre un gran impuls econòmic gràcies al primer molí de teixit de lli obert el 1879 i a una fàbrica d'ampolles de vidre.

## Demografia
| 1897   | 1926   | 1939   | 1979   |
| ------ | ------ | ------ | ------ |
| 3 400  | 4 500  | 6 200  | 12 400 |
| 1989   | 1996   | 2002   | 2008   |
| 14 191 | 14 700 | 13 328 | 12 363 |

## Cultura i llocs d'interès
A Súdogda es troba la famosa catedral de Santa Caterina, del 1814, i l'església d'Alexandre Nevski del 1870. A més a més, també hi ha un museu d'etnografia territorial.

## Economia i transports
La companyia més important de la ciutat és una fàbrica de llana mineral reubicada en l'antiga fàbrica d'ampolles de vidre. També hi ha companyies d'indústria tèxtil, de mobles i alimentàries.
La ciutat és terminal per als trens de mercaderies que fan la línia Múrom-Kovrov.